# Marcel Engelhardt
Marcel Engelhardt (* 5. April 1993 in Greven) ist ein deutscher Fußballtorwart. Er steht bei Holstein Kiel unter Vertrag.

## Karriere
Der gebürtige Münsterländer begann mit dem Fußballspielen beim ostholsteinischen TSV Ratekau. Über die Jugendmannschaften des VfB Lübeck sowie des Hamburger SV kam er zur ersten Mannschaft der Lübecker in der Regionalliga Nord. Nach elf Einsätzen beim Ligakonkurrenten TSV Havelse wechselte Engelhardt im Sommer 2013 erneut ligaintern, diesmal zur zweiten Mannschaft von Eintracht Braunschweig.
Seit 2015 steht er auch in Braunschweigs Profikader, sein Profidebüt gab er nach einer Einwechslung für den verletzten Jasmin Fejzić im Zweitligaspiel vom 21. Oktober 2017 gegen den VfL Bochum, das 1:0 gewonnen wurde. Nach Fejzić' Wechsel zum 1. FC Magdeburg wurde Engelhardt zum Stammtorhüter in der Drittligasaison 2018/19 und verlängerte seinen Vertrag bis zum 30. Juni 2020. Im Oktober reagierte der Verein auf die Erfolglosigkeit der Mannschaft, die sich seit dem 3. Spieltag auf einem Abstiegsplatz befand und die meisten Gegentore hatte hinnehmen müssen, und verpflichtete den vereinslosen Lukas Kruse, welcher Engelhardt von seinem Stammplatz verdrängte.
Am 27. Januar 2021 wurde die Vertragsauflösung bei Eintracht Braunschweig bekannt gegeben. Engelhardt wechselte nach Südafrika und unterschrieb dort beim Erstligisten Maritzburg United einen Vertrag bis Sommer 2023.
Im September 2022 wechselte er zurück nach Deutschland und schloss sich dem Drittligisten FSV Zwickau an. Nach einer Saison dort wechselte er zu Holstein Kiel und unterschrieb dort einen Vertrag bis 2025.

## Erfolge
- Aufstieg in die Bundesliga: 2024